# Teoría de cuerpos de clases
En matemáticas, la teoría de cuerpos de clases es una rama esencial de la teoría de números algebraicos que tiene por objeto la clasificación de las extensiones abelianas, o ya sea, las galoisianas y grupos de Galois comutativos, de un cuerpo dado. Más precisamente, trata la manera de describir y construir estas extensiones en términos de propiedades aritméticas del propio cuerpo básico.
Se atribuye a Hilbert el mérito de ser uno de los pioneros de la noción de cuerpo de clases. Sin embargo, esta noción ya era conocida por Kronecker y, en realidad, fue Weber quien acuñó el término antes de que se publicaran los artículos fundamentales de Hilbert. Las ideas relevantes se desarrollaron en el periodo de varias décadas, dando lugar a un conjunto de conjeturas de Hilbert que fueron posteriormente demostradas por Takagi y Artin (con la ayuda del teorema de Chebotarev). 
Uno de los principales resultados es: dado un cuerpo numérico F, y escribiendo K para la máxima extensión abeliana no ramificada de F, el grupo de Galois de K sobre F es canónicamente isomorfo al grupo de clases de ideales de F. Esta afirmación se generalizó a la llamada ley de reciprocidad de Artin; en términos de ideles, escribiendo CF para el grupo de clase ideal de F, y tomando L como cualquier extensión abeliana finita de F, esta ley da un isomorfismo canónico
{\displaystyle \theta _{L/F}:C_{F}/{N_{L/F}(C_{L})}\to \operatorname {Gal} (L/F),}
donde {\displaystyle N_{L/F}} denota la aplicación norma de ideles de L a F. Este isomorfismo se denomina aplicación de reciprocidad. 
El teorema de existencia afirma que la aplicación de reciprocidad puede utilizarse para dar una biyección entre el conjunto de extensiones abelianas de F y el conjunto de subgrupos cerrados de índice finito de {\displaystyle C_{F}.}.
Un método estándar para desarrollar la teoría global de cuerpos de clases desde la década de 1930 fue construir la teoría local de cuerpos de clases, que describe extensiones abelianas de cuerpos locales, y luego utilizarla para construir la teoría global de cuerpos de clases. Esto lo hicieron primero Emil Artin y John Tate utilizando la teoría de la cohomología de grupos, y en particular desarrollando la noción de formaciones de clases. Más tarde, Neukirch encontró una demostración de los principales enunciados de la teoría global de cuerpos de clases sin utilizar ideas cohomológicas. Su método era explícito y algorítmico. 
Dentro de la teoría de cuerpos de clases se puede distinguir la teoría especial de cuerpos de clases y la teoría general de cuerpos de clases. 
La teoría explícita de cuerpos de clases proporciona una construcción explícita de extensiones abelianas maximales de un cuerpo numérico en diversas situaciones. Esta parte de la teoría consiste en el teorema de Kronecker-Weber, que puede usarse para construir las extensiones abelianas de {\displaystyle \mathbb {Q} }, y la teoría de la multiplicación compleja para construir extensiones abelianas de cuerpos MC. 
Existen tres generalizaciones principales de la teoría de cuerpos de clases: la teoría superior de cuerpos de clases, el programa de Langlands (o 'correspondencias de Langlands') y la geometría anabeliana.

## Descripción general
Tradicionalmente comprendía el estudio de las extensiones abelianas, es decir, de las extensiones de Galois cuyo grupo de Galois es abeliano, para este caso la teoría se desarrolló durante 1850-1930. En el caso de las extensiones no abelianas, los primeros resultados importantes empezaron a obtenerse hace 25 años y forman parte del programa de Langlands. 
Gran parte de la investigación en el caso abeliano se centra en el famoso Jugendtraum de Kronecker, es decir, el deseo de encontrar funciones capaces de generar la extensión abeliana maximal para cada cuerpo numérico. (Si el cuerpo es Q, las funciones generadoras son las funciones ciclotómicas {\displaystyle \exp(i\sigma )}.)
Sea K un cuerpo numérico. El grupo de Galois de la extensión abeliana maximal es un grupo topológico compacto abeliano de grado infinito sobre K. Kronecker demostró que, cuando K es el cuerpo de los números racionales, este grupo es un producto infinito del grupo aditivo de los enteros p-ádicos tomado sobre todo número primo p, y de un producto infinito de grupos cíclicos finitos. La generalización de este teorema fue resultado de un gran proyecto histórico que incluyó a las formas cuadráticas y su teoría de género, las leyes de reciprocidad, la teoría de ideales, extensiones ciclotómicas y de Kummer.
Iniciando con la tesis de Tate en los años cincuenta, todos los resultados fueron reescritos en términos de la cohomología de grupos. Después hubo un periodo de quiescencia que fue bruscamente interrumpido en los sesenta por las conjeturas de Langlands.

## Formulación en lenguaje contemporáneo
En lenguaje matemático moderno, la teoría de cuerpos de clases (CFT) puede formularse como sigue. Consideremos la extensión abeliana máxima A de un cuerpo local o global K. Es de grado infinito sobre K; el grupo de Galois G de A sobre K es un grupo profinito infinito, por tanto un «grupo topológico compacto», y es abeliano. Los objetivos centrales de la teoría de cuerpos de clases son: describir G en términos de ciertos objetos topológicos apropiados asociados a K, describir extensiones abelianas finitas de K en términos de subgrupos abiertos de índice finito en el objeto topológico asociado a K. En particular, se desea establecer una correspondencia unívoca entre las extensiones abelianas finitas de K y sus grupos norma en este objeto topológico para K. Este objeto topológico es el grupo multiplicativo en el caso de cuerpos locales con cuerpo de residuos finito y el grupo de clases de ideles en el caso de cuerpos globales. La extensión abeliana finita correspondiente a un subgrupo abierto de índice finito se denomina cuerpo de clases para ese subgrupo, lo que dio nombre a la teoría.
El resultado fundamental de la teoría general de los cuerpos de clases afirma que el grupo G es naturalmente isomorfo a la complección profinita de CK, el grupo multiplicativo de un cuerpo local o el grupo de clases de ideles del cuerpo global, con respecto a la topología natural sobre CK relacionada con la estructura específica del cuerpo K. Equivalentemente, para cualquier extensión finita de Galois L de K, existe un isomorfismo (la aplicación de reciprocidad de Artin)
{\displaystyle \operatorname {Gal} (L/K)^{\operatorname {ab} }\to C_{K}/N_{L/K}(C_{L})}
de la  abelianización del grupo de Galois de la extensión con el cociente del grupo de clases de ideles de K por la imagen de la norma del grupo de clases de ideles de L.
Para algunos cuerpos pequeños, como el cuerpo de los números racionales {\displaystyle \mathbb {Q} } o su extensión imaginaria cuadráticas existe una teoría más detallada muy explícita pero demasiado específica que proporciona más información. Por ejemplo, el grupo de Galois absoluto abelianizado G de {\displaystyle \mathbb {Q} } es (naturalmente isomorfo a) un producto infinito del grupo de unidades de los enteros p-ádicos tomados sobre todos los números primoss p, y la extensión abeliana máxima correspondiente de los racionales es el cuerpo generado por todas las raíces de la unidad. Esto se conoce como el teorema de Kronecker-Weber, originalmente conjeturado por Leopold Kronecker. En este caso el isomorfismo de reciprocidad de la teoría de cuerpos de clases (o aplicación de reciprocidad de Artin) también admite una descripción explícita debido al teorema de Kronecker-Weber. Sin embargo, las construcciones principales de tales teorías más detalladas para cuerpos de números algebraicos pequeños no son extensibles al caso general de cuerpos de números algebraicos, y en la teoría general de cuerpos de clases se utilizan principios conceptuales diferentes.
El método estándar para construir el homomorfismo de reciprocidad es construir primero el isomorfismo de reciprocidad local desde el grupo multiplicativo de la complección de un cuerpo global al grupo de Galois de su máxima extensión abeliana (esto se hace dentro de la teoría de cuerpos de clases locales) y luego probar que el producto de todos esos mapas de reciprocidad local cuando se define sobre el grupo idele del cuerpo global es trivial sobre la imagen del grupo multiplicativo del cuerpo global. Esta última propiedad se denomina ley de reciprocidad global y es una generalización de gran alcance de la ley de reciprocidad cuadrática de Gauss.
Uno de los métodos para construir el homomorfismo de reciprocidad utiliza la formación de clases que deriva la teoría de cuerpos de clases a partir de axiomas de la teoría de cuerpos de clases. Esta derivación es puramente teórica de grupos topológicos, mientras que para establecer los axiomas hay que utilizar la estructura de anillos del cuerpo base.
Hay métodos que usan grupos de cohomología, en particular el grupo de Brauer, y hay métodos que no usan grupos de cohomología y son muy explícitos y fructíferos para las aplicaciones.

## Historia
Los orígenes de la teoría de cuerpos de clases se encuentran en la ley de reciprocidad cuadrática demostrada por Gauss. La generalización tuvo lugar como un proyecto histórico a largo plazo, en el que intervinieron las formas cuadráticas y su teoría del género, el trabajo de Ernst Kummer y Leopold Kronecker/Kurt Hensel sobre ideales y complecciones, y la teoría ciclotómica y de extensiones de Kummer.
Las dos primeras teorías de cuerpos de clases fueron teorías de cuerpos de clases ciclotómicas y de multiplicación compleja muy explícitas. Utilizaban estructuras adicionales: en el caso del cuerpo de los números racionales utilizan raíces de la unidad, en el caso de extensiones cuadráticas imaginarias del cuerpo de los números racionales utilizan curvas elípticas con multiplicación compleja y sus puntos de orden finito. Mucho más tarde, la teoría de Shimura proporcionó otra teoría de cuerpos de clases muy explícita para una clase de cuerpos de números algebraicos. En característica positiva {\displaystyle p}, Yukiyosi Kawada e Ichiro Satake utilizaron la dualidad de Witt para obtener una descripción muy sencilla de la parte {\displaystyle p} del homomorfismo de reciprocidad.
Sin embargo, estas teorías tan explícitas no podían extenderse a cuerpos numéricos más generales. La teoría general de cuerpos de clases utilizaba conceptos y construcciones diferentes que funcionan sobre cualquier cuerpo global.
Los famosos problemas de David Hilbert estimularon un mayor desarrollo, que condujo a la leyes de reciprocidad, y a las demostraciones de Teiji Takagi, Phillip Furtwängler, Emil Artin, Helmut Hasse y muchos otros. El teorema de existencia de Takagi, de importancia crucial, ya se conocía en 1920, y todos los resultados principales alrededor de 1930. Una de las últimas conjeturas clásicas en demostrarse fue la propiedad de principalización. Las primeras demostraciones de la teoría de cuerpos de clases utilizaban métodos analíticos sustanciales. En la década de 1930 y posteriormente se hizo un mayor uso de las extensiones infinitas y de la teoría de Wolfgang Krull de sus grupos de Galois. Esto se combinó con la dualidad de Pontryagin para dar una formulación más clara aunque más abstracta del resultado central, la ley de reciprocidad de Artin. Un paso importante fue la introducción de los idelos por Claude Chevalley en la década de 1930 para sustituir a las clases de ideales, esencialmente clarificando y simplificando la descripción de las extensiones abelianas de cuerpos globales. La mayoría de los resultados centrales se demostraron en 1940.
Más tarde los resultados se reformularon en términos de cohomología de grupos, que se convirtió en una forma estándar de aprender la teoría de cuerpos de clases para varias generaciones de teóricos de números. Un inconveniente del método cohomológico es su relativa inexplicitud. Como resultado de las contribuciones locales de Bernard Dwork, John Tate, Michiel Hazewinkel y una reinterpretación local y global de Jürgen Neukirch y también en relación con el trabajo sobre fórmulas de reciprocidad explícitas de muchos matemáticos, en la década de 1990 se estableció una presentación muy explícita y libre de cohomología de la teoría de cuerpos de clases. (Véase, por ejemplo, Class Field Theory, de Neukirch).

## Generalizaciones de la teoría de cuerpos de clases
Existen tres generalizaciones principales, cada una de ellas de gran interés. Son: el programa de Langlands, la geometría anabeliana y la «teoría de cuerpos de clases superiores».
A menudo, la correspondencia de Langlands se considera como una teoría no abeliana de cuerpos de clases. Si llega a estar completamente establecida, contendría una cierta teoría no abeliana de extensiones de Galois de cuerpos globales. Sin embargo, la correspondencia de Langlands no incluye tanta información aritmética sobre extensiones de Galois finitas como la teoría de cuerpos de clases en el caso abeliano. Tampoco incluye un análogo del teorema de existencia en la teoría de cuerpos de clases: el concepto de cuerpos de clases está ausente en la correspondencia de Langlands. Existen otras teorías no abelianas, locales y globales, que proporcionan alternativas al punto de vista de la correspondencia de Langlands.
Otra generalización de la teoría de cuerpos de clases es la geometría anabeliana, que estudia algoritmos para restaurar el objeto original (por ejemplo, un cuerpo de números o una curva hiperbólica sobre él) a partir del conocimiento de su grupo de Galois absoluto completo o grupo fundamental algebraico.
Otra generalización natural es la teoría superior de cuerpos de clases, dividida en teoría superior de cuerpos de clases locales y teoría superior de cuerpos de clases globales. Describe extensiones abelianas de cuerpos locales superiores y cuerpos globales superiores. Estos últimos son cuerpos de funciones de esquemas de tipo finito sobre enteros y sus localizaciones y complecciones apropiadas. Utiliza la teoría K algebraica, y los grupos K de Milnor apropiados generalizan el {\displaystyle K_{1}} utilizado en la teoría unidimensional de cuerpos de clases.